# Động đất Peru 1960
Động đất Peru 1960 xảy ra ngoài khơi phía bắc Peru vào ngày 20 tháng 11 lúc 17:02 giờ địa phương. Cường độ của trận động đất này là 6,75 Ms bằng cách sử dụng phương pháp đo độ lớn thông thường trong khoảng thời gian ngắn ~20 giây. Tuy nhiên, có một sự khác biệt lớn giữa độ lớn Ms và Mw trong trận động đất này. Sự khác biệt là kết quả của việc trận động đất này có thời gian nguồn là 130 s, và bằng cách tính toán trên thang mô men, độ lớn sẽ được là 7,6 Mw hoặc 7,8 Mw theo các nguồn khác nhau. Trận động đất này thuộc về một loại động đất với vận tốc đứt gãy chậm và có tiềm năng tạo ra sóng thần lớn hơn dự kiến.
Trận động đất này gây ra một cơn sóng thần với chiều cao 9 m ở Puerto Eten, Lambayeque. Sóng thần gây thiệt hại dọc theo bờ biển Lambayeque. Ba người chết đã được báo cáo ở Lambayeque. Mười ba người chết, và 50 được báo cáo là mất tích ở quần đảo Guañape, La Libertad. Sóng thần cũng đã được quan sát ở Nhật Bản.